# 徐扬乡
徐扬乡是中国江苏省淮安市清河区下辖的一个乡。

## 行政区划
徐扬乡下辖以下行政区：
徐扬社区、兴强社区、大砖桥社区、黄岗社区、严李社区、熊胡社区、福康社区、严赵社区、高张社区、砖井社区